# Issuu
Issuu ([ˈɪs.juː]) — платформа електронного видавництва, заснована 2006 року.

## Історія
Issuu була заснована в Копенгагені, Данія, 2006 року Майклом і Рубеном Бйоргом Хансенами, Міккелем Дженсеном і Мартіном Ферро-Томсеном. Її програмним забезпеченням користувалися декілька онлайн-видавництв. 2013 року перегляди сторінок компанії досягли близько 7—8 млрд на місяць. Публікації доступні 30 різними мовами.
2014 року компанія випустила Clip — інструмент, що дозволяє читачам робити знімок будь-якої частини публікації та ділитися ним у соціальних медіа чи електронною поштою. Того ж року компанія мала близько 80 млн. унікальних відвідувачів щомісяця, а 32 млн щомісяця прибували з веб або мобільних пошуків. 2015 року було близько 85 млн унікальних відвідувачів на місяць і 21 млн публікацій видавалися через Issuu (що становить близько 15 тис. нових публікацій на день).
На початку 2013 року компанія відкрила офіс у Пало-Альто, Каліфорнія, та призначила CEO Джо Гіркіна, колишнього Reverb, Trinity Ventures та Yahoo!, керувати своїми операціями у Кремнієвій долині. Компанія невдовзі перемістила свою штаб-квартиру до Пало-Альто. Після переїзду засновники Issuu заявили, що вони обрали місто, оскільки бачили партнерство соціальних медіа та цифрової дистрибуції ключем до свого росту, а не зосередження переважно на видавничих відносинах.
У 2019 році Issuu оголосила про запуск Issuu Promote, інструменту інтеграції реклами для Facebook та Instagram, що дозволяє поширювати контент через кілька каналів соціальних мереж.

## Фінанси та партнерства
2012 року Issuu співпрацювала з Peecho для вбудовування кнопки хмарного друку в документи публікацій Issuu. 2013 року Issuu придбала виробника видавничого програмного забезпечення Magma. 2014 року Issuu співпрацювала з LinkedIn, який вбудував інтеграцію з журналом Issuu в основні профілі LinkedIn. У січні 2016 року Micromedia Publications почала видавати свої сім щотижневих газет через сервіс Issuu.

## Застосунки
2014 року Issuu випустила свій застосунок для iOS для доступу до Issuu на пристроях Apple. Застосунок містить функцію списку оффлайн-читання, що дозволяє читачам читати з застосунку Issuu, не перебуваючи онлайн. Застосунок також може складати публікації одна до одної так, що їх можна читати поспіль. Спочатку застосунок був випущений на Android у січні та був завантажений 1—5 млн разів протягом першої половини 2014 року. Перед запуском 2014 року застосунків компанії Apple тричі відкидала застосунок від Issuu протягом 2009 року (до розширення компанії у США).

## Визнання
2008 року сайт був фіналістом South by Southwest (SXSW). 2009 року Issuu було названо одним із 50 найкращих вебсайтів за версією журналу «Тайм».